# Белый монастырь
Белый монастырь (араб. الداير شرم الأبيض‎, копт. ⲡⲓⲙⲟⲛⲁⲥⲧⲏⲣⲓⲟⲛ ⲟⲩⲱⲃϣ) — монастырь Коптской православной церкви, расположенный на границе Ливийской пустыни, на левом берегу Нила в 6 км от города Сохаг, Египет. Посвящён святому Шенуте, являвшемуся его вторым или третьим настоятелем в конце IV века — середине V века. Знаменита библиотека этого монастыря, изучение рукописей из которой позволило открыть для европейской науки коптскую литературу. Название монастыря, полученное им в арабский период, связано с цветом его стен, в отличие от расположенного неподалёку Красного монастыря.
В настоящее время монастырь является популярным местом паломничества, особенно в день 7 эпифи (14 июля), праздник святого Шенуте.

## История
Наименование местности в которой расположен монастырь, Атрип, известно с дохристианских времён и встречается на демотических — древне-коптских этикетках мумий. Это название, в эллинизированной форме звучащее как Трифиу, происходит от древнеегипетского «дом [богини] Репит». В начале IV века здесь начали селиться христианские отшельники. Согласно преданию, Белый монастырь был основан святым Пжолем, которому примерно в 385 году наследовал его знаменитый племянник апа Шенуте (ум. 465). Его непосредственным преемником и биографом был Беса, о жизни которого практически ничего не известно. Кроме них известно только о нескольких настоятелях в период до арабского завоевания Египта, среди которых Пётр в 567 году и проноит Курсий, сын Иосифа. В VII веке монастырь упоминается как носящий имя святого Шенуте вместе с другими монастырями Панополиса и Афродитополя. В пасхальном послании патриарха Александра II (705—730) упоминается настоятель Геннадий, а в посвящённом Александру II разделе «Истории патриархов» говорится о святом архимандрите Белого монастыря Сете. «История» сообщает также о посещении монастыря арабским губернатором при патриархе Хаиле (744—767). Араб хотел въехать в храм монастыря на лошади в сопровождении наложницы. Настоятель, чьё имя не называется, протестовал против входа женщины в храм, но тот настаивал. Тогда лошади пали, а наложница умерла. Поражённый этим знамением, губернатор пожертвовал монастырю 400 динаров. Затем он захотел заполучить деревянный сундук из монастыря, однако его не удалось сдвинуть с места. Вторично потрясённый, губернатор пожертвовал ещё 300 динаров.
До X века Белый монастырь несколько раз упоминается в различных источниках, в том числе в Коптском синаксаре. Затем, до XIII века основным источником являются колофоны рукописей, создававшихся в библиотеке монастыря. Хотя рукописи были разделены на листы и рассеяны по всему миру, оказалось возможным датировать колофоны. В посвящённой патриарху Кириллу II (1078—1092) говорится, что в монастыре хранились реликвии апостолов Варфоломея и Симона Кананита. В «Истории церквей и монастырей» Абу Салиха Армянина (начало XIII века) Белому монастырю уделено значительное внимание. От периода XIII— начала XIV веков сохранились фрески, на которых фигурируют имена патриархов и архимандритов монастыря. В XV веке о том, что монастырь разрушен полностью, за исключением церкви, писал арабский географ аль-Макризи. Возможно, в XVI веке на руинах Белого монастыря жила община эфиопов.
В 1672—1673 немецкий путешественник Иоганн Ванслебен первым из европейцев посетил Белый монастырь. В XVIII веке Белый монастырь посетило несколько европейских путешественников, начиная с иезуита Клода Сикара в 1722—1723 годах. Первым, кто обратил внимание на наличие там обширной библиотеки был в 1743 году англичанин Чарльз Перри.

## Раскопки
С 1985 года египетский Верховный Совет Древностей Египта ведёт раскопки монастыря. В результате было изучено большое число хозяйственных и жилых строений.